# Giovanni Cernogoraz
Giovanni Cernogoraz (Koper, Yugoslavia, 27 de diciembre de 1982) es un deportista croata que compite en tiro, en la modalidad de tiro al plato.
Participó en tres Juegos Olímpicos de Verano, obteniendo una medalla de oro en Londres 2012, en la prueba de foso, el noveno lugar en Río de Janeiro 2016 y el séptimo en París 2024, en la misma prueba.
Ganó una medalla de oro en el Campeonato Mundial de Tiro de 2023 y tres medallas en el Campeonato Europeo de Tiro entre los años 2012 y 2023.
Fue el abanderado de Croacia en la ceremonia de apertura de los Juegos Olímpicos de París 2024 junto con la judoka Barbara Matić.

## Palmarés internacional
| Juegos Olímpicos   | Juegos Olímpicos      | Juegos Olímpicos  | Juegos Olímpicos |
| Año                | Lugar                 | Medalla           | Prueba           |
| ------------------ | --------------------- | ----------------- | ---------------- |
| 2012               | Londres (Reino Unido) | Medalla de oro    | Foso             |
| Campeonato Mundial |                       |                   |                  |
| Año                | Lugar                 | Medalla           | Prueba           |
| 2023               | Bakú (Azerbaiyán)     | Medalla de oro    | Foso             |
| Campeonato Europeo |                       |                   |                  |
| Año                | Lugar                 | Medalla           | Prueba           |
| 2012               | Lárnaca (Chipre)      | Medalla de oro    | Foso             |
| 2017               | Bakú (Azerbaiyán)     | Medalla de bronce | Foso             |
| 2023               | Osijek (Croacia)      | Medalla de oro    | Foso             |